# Lisleby Station
Lisleby Station (Lisleby stasjon) var en jernbanestation, der lå i Fredrikstad kommune på Østfoldbanens vestre linje i Norge.
Stationen blev åbnet som holdeplads 15. januar 1888 og opgraderet til station 1. marts 1917. Den blev fjernstyret 3. december 1974 og gjort ubemandet 5. juni 1979. Betjeningen med persontog ophørte 29. maj 1983, og i 1999 blev stationen nedlagt. Stationsbygningen der var af gulmalet træ blev senere fjernet, men perronen overlevede. Stationen lå 97,75 km fra Oslo S.